# Wilhelm Fähler
Wilhelm Fähler (* 26. September 1889 in Offenbach am Main; † 26. März 1953 in Solingen aufgrund eines Autounfalls) war ein Leverkusener Architekt.

## Leben
Von 1917 bis 1922 war Fähler städtischer Bediensteter und ab 1919 Gemeindebaumeister in Wiesdorf. Er war Mitbegründer der Bauwerkstätten in der Stixchesstraße und eröffnete danach ein eigenes Architekturbüro, das er bis zu seinem Tod leitete. 1953 starb er an den Folgen eines schweren Autounfalls.

## Werke
- 1917/18 Leverkusen, Kapelle auf dem Manforter Friedhof
- 1919–1921 Leverkusen, Siedlung Heidehöhe, Heidehöhe 1–80, Baudenkmal
- 1919ff Leverkusen-Küppersteg, 1. BA Siedlung Neuenhof
- 1919ff Leichlingen, Bauvereinssiedlung „Am Schraffenberg“
- 1922 Leverkusen-Manfort, Westdt. Bauwerkstätten, Stixchesstraße (nicht erhalten)
- 1922/23: Leverkusen-Wiesdorf, Mittelschule am Stadtpark
- 1922 Leverkusen, Wohnhäuser für die Firma Wuppermann, mit Fritz Ris und den Bauwerkstätten, Gustav-Heinemann-Straße 59–63, Baudenkmal
- 1927/28 Leverkusen, ehemaliges Carl-Duisberg-Gymnasium, Am Stadtpark 27–29 (jetzt Teil der Realschule), Baudenkmal
- 1927ff: Leichlingen: Bauvereinssiedlung „Am Goldberg“
- 1929 Leverkusen-Küppersteg, 2. BA Siedlung Neuenhof
- 1930, um, Leverkusen, Feuerwache Bürrig, Im Steinfeld 43, Baudenkmal
- 1930/31 Leverkusen-Küppersteg, ehem. Kriegerehrenheim, Windthorststraße 25–28, Baudenkmal
- 1931 Leverkusen-Wiesdorf, Ev. Gemeindehaus, Dönhoffstraße/Otto-Grimm-Straße, Baudenkmal
- 1932 Leverkusen-Wiesdorf, Schule Bayerwerk (nicht erhalten)
- 1947ff Leichlingen, Bauvereinssiedlung Peter-Bremer-Straße
- 1948/49 Leverkusen-Wiesdorf, Wiederaufbau der Ev. Christuskirche (Neugestaltung des Innenraums), mit Otto Bartning, Baudenkmal
- 1949/50 Leverkusen-Bürrig, Wiederaufbau der Kirche St. Stephanus, Heinrich-Brüning-Straße 138, Baudenkmal
- 1950 Entwurf für das Ostdeutsche Kreuz auf dem Friedhof Manfort
- 1953 Leverkusen-Manfort, Pförtnerhaus Fa. Wuppermann, Hemmelrather Weg
- 1953 Leverkusen-Manfort, Entwurf Verwaltungsgebäude Fa. Wuppermann